# Plage du Verdon
Der Plage du Verdon ist ein Strand in der Ortschaft La Couronne südlich von Martigues und westlich von Marseille.

## Geographie
Der Strand liegt an der Südseite eines Landstreifens zwischen dem Golfe du Fos und dem Étang de Berre. Der Sandstrand wird beidseitig eingerahmt von einer felsigen Bucht.  

## Tourismus
Aufgrund seiner Nähe zu Ballungszentren ist der Strand sehr gut besucht. Hinter dem Strand befinden sich Strandbars und Geschäfte und ein großer Parkplatz.